# Старые Турдаки (Мордовия)

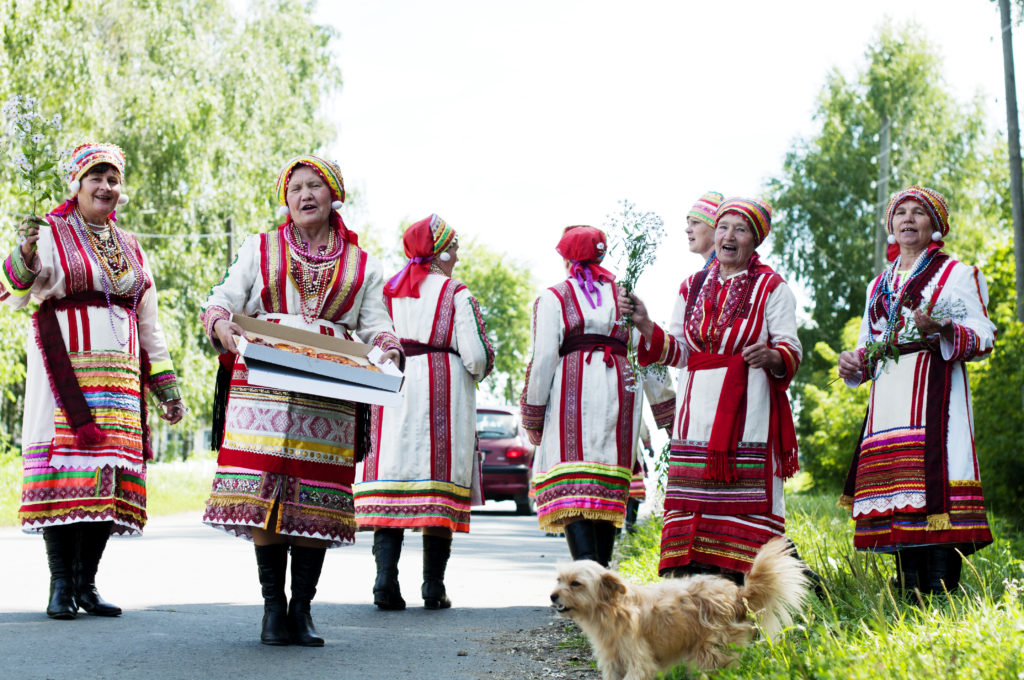
Эрзянский ансамбль «Норовава» (лето 2012 года)

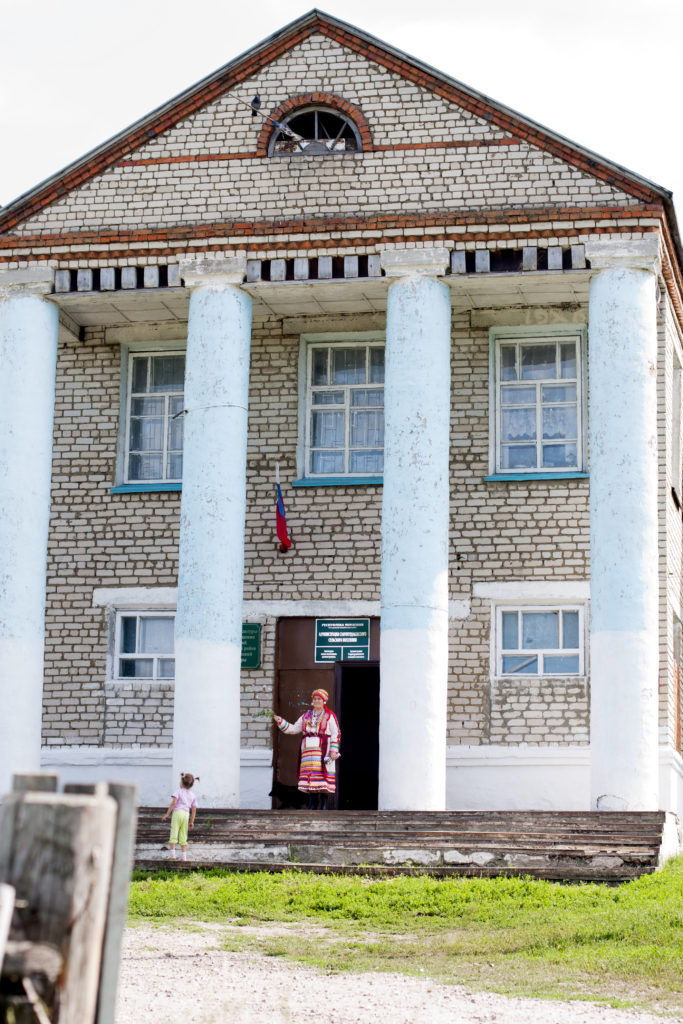
Дом культуры села Старые Турдаки

Старые Турдаки (эрз. Ташто Мурза) — село, центр сельской администрации в Кочкуровском районе Мордовии.
Расположено на р. Кузым, в 20 км от районного центра и 3 км от железнодорожной станции Симбухово.
В селе — библиотека, Дом культуры, отделение связи, медпункт, магазин; обелиск воинам, погибшим в годы Великой Отечественной войны, памятник Герою Советского Союза С. И. Полежайкину. С 2007 года существует эрзянский ансамбль «Норовава».

## История
Основано в 17 в. В «Списке населённых мест Пензенской губернии» (1869) Старые Турдаки (Рождественское) — село казённое из 242 дворов (1 483 чел.) Саранского уезда; имелись церковь, 12 маслобоен. Были развиты отходничество, плотничный, портняжный и другие промыслы. В конце 1930-х гг. был создан колхоз им. Чапаева, с 1997 г. — в составе АО «Норов» (с. Семилей).
Название-антропоним: от дохристианского мордовского имени Турдак (Тургак); определение «старые» указывает на то, что есть с. Новые Турдаки.
Старые Турдаки — родина Героя Социалистического Труда Г. С. Старкина, советско-партийного работника И. С. Сибиряка, партизана, участника минского подполья в годы Великой Отечественной войны А. С. Гришина, педагога Л. П. Сенотовой, языковеда В. Д. Объедкина, легкоатлета Н. Ф. Кабанова, заслуженного работника культуры Республики Мордовия, организатора и редактора первой в Мордовии газеты для детей и подростков «Диагональ» В. С. Батмазовой, заслуженного рационализатора МАССР В. В. Нестерова.

## Население
| 2002 | 2010 |
| ---- | ---- |
| 645  | ↘545 |

Национальный состав — в основном эрзя.

## Источник
- Энциклопедия Мордовия, Е. Е. Учайкина.